# Gliese 433
Gliese 433 là một Sao lùn đỏ mờ trong chòm sao Trường Xà, cách Mặt trời khoảng 29,5 năm ánh sáng. Các nhà thiên văn học đã công bố phát hiện ra một hành tinh ngoài hệ mặt trời là một siêu Trái Đất theo quỹ đạo gần.

## Hệ hành tinh

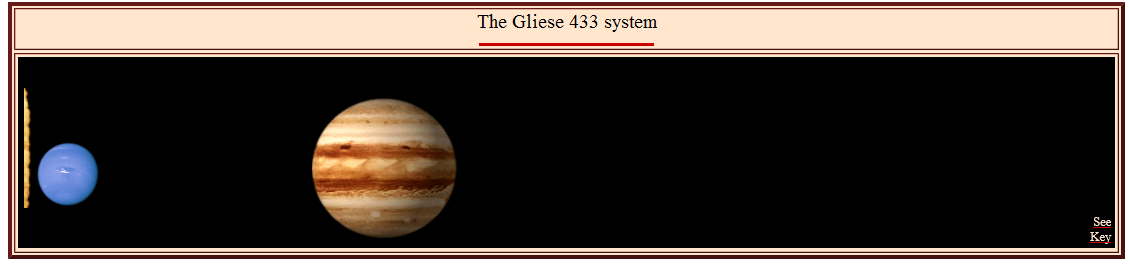
Sơ đồ hệ thống Gliese 433 (có thể).

Gliese 433 b là một hành tinh ngoài hệ mặt trời quay quanh ngôi sao. Hành tinh này là một siêu Trái Đất có khối lượng ít nhất gấp sáu lần Trái Đất và mất khoảng bảy ngày để quay quanh ngôi sao ở trục bán chính khoảng 0,056 AU. Hành tinh này đã được công bố trong một thông cáo báo chí vào tháng 10 năm 2009, nhưng không có bài báo khám phá nào vào thời điểm đó. Một nghiên cứu được mô tả trong một bài báo năm 2014 của Tuomi cùng các đồng nghiệp xác nhận cả Gliese 433 b và một hành tinh ứng cử viên khác, được phát hiện trước đó vào năm 2012, Gliese 433 c.
Gliese 433 d, được phát hiện và công bố vào tháng 1 năm 2020, có khối lượng rất giống với Gliese 433 b nhưng quỹ đạo hơi xa ra ngoài, thực sự nằm trong vùng có thể sống được của ngôi sao, nhưng nó vẫn quá gần với ngôi sao, và do đó quá ấm áp, bên trong ranh giới hẹp hơn của khu vực sinh sống.
Gliese 433 c nằm trong quỹ đạo xa nhất từ ngôi sao. Cho đến nay, nó là hành tinh rộng nhất trên quỹ đạo và lạnh nhất giống như sao Hải Vương được phát hiện. Nó cũng đáng chú ý trong việc có một quỹ đạo lệch tâm bất thường đối với một hành tinh lớn cách xa ngôi sao đơn lẻ của nó và các hành tinh khác.
| Thiên thể đồng hành (thứ tự từ ngôi sao ra) | Khối lượng          | Bán trục lớn (AU) | Chu kỳ quỹ đạo (day)     | Độ lệch tâm  | Độ nghiêng | Bán kính |
| ------------------------------------------- | ------------------- | ----------------- | ------------------------ | ------------ | ---------- | -------- |
| b                                           | >6.0 M🜨             | 0.054             | 7.0                      | 0.08         | —          | —        |
| Gliese 433 d                                | 5.223 ± 0.921 M🜨    | 0.178 ± 0.006     | 36.059 ± 0.016           | 0.07 ± 0.05  | —          | —        |
| c (chưa xác nhận)                           | ≥2878+1915 −1046 M🜨 | 4692+1169 −0768   | 4873923+1796128 −1034762 | 021+008 −021 | —          | —        |